# Maya Oganyan
Maya Oganyan (Moszkva, 2005) Oroszországban született, olasz zongoraművésznő.
Maya az egyik legnagyobb zongoratehetség, akit ismerek. Amiben különbözik sok más fiatal zongoraművésztől, az az erős személyiség, amely fiatal kora ellenére már nagyon tiszta és tekintélyes. Nagyon komplett technikai háttérrel rendelkezik, ami lehetővé teszi, hogy még a virtuozitást igénylő darabokat is remekül és magabiztosan kezelje. Biztos vagyok abban, hogy a következő években Maya Oganyan lesz az egyik vezető név a zongora világában.

## Életpályája
Moszkvában született, s csodagyerekként már négyévesen kezdett zongorázni Alekszandr Majkaparnál, a moszkvai Gnyeszin Orosz Állami Zeneakadémia professzoránál, aki széles ablakot nyitott számára a zenéhez és a művészethez. Majkaparral intenzíven tanulmányozta a barokk zenedarabokat történelmi hangszereken és olasz áriákon, amelyeket első koncertjén, hatévesen adott elő.
2015-ben beiratkozott a velencei „Benedetto Marcello” Konzervatóriumba, ahol Massimo Somenzi és Olaf John Laneri irányítása alatt tanult.
Több mint 20 olasz és nemzetközi verseny győztese, köztük a „Schumann-díj 2023” közönségdíjasa, a Soroptimist International „Fiatal női tehetségek” versenyének első díja, és mindössze 17 évesen. A verseny történetének legfiatalabb döntőse és a 2. díj nyertese, a zsűri díja és a „legjobb női tehetség” különdíja, a „Verona International Piano” verseny, amelyen a legfiatalabb jelöltként vett részt. 2024-ben a 31. Verbier Fesztivál Verbier Soloists Akadémiáján „rezidens hallgatónak” választották, ahol koncerteken, és olyan nemzetközileg elismert zenészek mesterkurzusain vesz részt, mint Schiff András, Rena Seresevszkaja, Kirill Gerstein és Joaquin Achucarro.
Fellép külföldön és szerte Olaszországban, rendszeresen meghívják neves fesztiválokra, amelyek közül kiemelkedő a torinói Unione Musicale, a milánói Società del Quartetto, a mantovai Trame Sonore kamarazenei fesztivál, a mesterei Amici della Musica, az Ascoli Piceno-fesztivál, a cremonai Nemzetközi Zenei Fesztivál, a Primavera Chigiana, a Patmosz Kamarazenei Fesztivál. Szólistaként számos zenekarral lép fel, köztük a Fenice Filharmonikus Zenekarral, a Brüsszeli Kamarazenekarral, a Padovai és Venetói Zenekarral, az Arena di Verona Zenekarral, az Örmény Filharmonikusokkal, a „Virtuosi Italiani” Zenekarral.
Maya lelkes kamarazenész, fiatalkora óta zongoraduót, majd zongoratriót tanul az Imolai Akadémián, és jelenleg is rendszeresen muzsikál kamaraegyüttesekben olyan vezető zenészekkel, mint többek között Alessandro Carbonare, Steven Isserlis, Ian Bostridge, Sonig Tchakerian, Anush Nikogosyan, Silvia Careddu, Christophe Coin és az Adorno Quartet.
2021-ben, 15 évesen, egyik első koncertjén lépett fel szólistaként zenekarral az Örmény Filharmonikusok kíséretében, Eduard Topchjan karmester vezényletével a Jereváni Operaszínházban, Riccardo Muti jelenlétében, aki ezt követően sok pozitív megjegyzést tett művészetéről.
A program ismétlődik a mestrei Toniolo Színházban, a firenzei Verdi Színházban és a pordenonei Verdi Színházban. 2023-ban visszatér Jerevánba, ahol Mozart két zongoraversenyét adta elő Eva Gevorgjan zongoraművésszel. Mayát felkérték, hogy játssza el Mozart 23. (A-dúr) Zongoraversenyét az Örmény Filharmonikusokkal és duóban Szonig Csakerjan hegedűművésszel a Palazzo Quirinale Paolina kápolnájában Sergio Mattarella olasz, Armen Szarkisszjan örmény köztársasági elnök és más méltóságok jelenlétében.
Jelenleg Roberto Prosseda irányítása alatt folytatja tanulmányait a Prato Akadémián, Enrico Pace közreműködésével, a Pinerolo Akadémián, és rendszeresen részt vesz Lilya Zilberstein haladó kurzusán az Accademia Chigianán.

## Előadásai
- 2021-ben Beethoven 3. Zongoraversenye (op. 37, c-moll) az említett örmény zenészek közreműködésével